# Polyosma pubescens
Polyosma pubescens är en tvåhjärtbladig växtart som beskrevs av Ridley. Polyosma pubescens ingår i släktet Polyosma och familjen Escalloniaceae. Inga underarter finns listade i Catalogue of Life.